# Frantz
Frantz is een Frans-Duitse dramafilm uit 2016 geregisseerd door François Ozon. Het is een herwerking van de film Broken Lullaby uit 1932.  
In 2016 werd de film geselecteerd voor de competitie van de Gouden Leeuw op het 73e Internationaal Filmfestival van Venetië.  Actrice Paul Beer won er de Premio Marcello Mastroianni voor beste jong talent.  In 2017 kreeg het 11 nominaties voor de Franse Césars waarvan alleen beste cinematografie werd gewonnen.

## Verhaal
Adrien Livoire is een Franse soldaat die tegen het einde van de Eerste Wereldoorlog een Duitse soldaat, Frantz Hoffmeister, in de loopgraven doodschiet. Hij heeft erge wroeging en gaat in Duitsland op zoek naar de familie van Frantz. Diens vader weigert hem te ontvangen omdat hij alle Fransen als de moordenaar van zijn zoon ziet. Adrien vertelt niet dat hij de echte "moordenaar" is, maar zegt dat hij een vriend is van Frantz toen die nog in Parijs studeerde. Anna, de verloofde van Frantz, krijgt stilaan gevoelens voor Adrien, maar uiteindelijk vertelt Adrien de waarheid, en vertrekt. Na een tijd gaat Anna weer naar hem op zoek.

## Rolverdeling
- Paula Beer als Anna
- Pierre Niney als Adrien
- Ernst Stötzner als Hoffmeister
- Marie Gruber als Magda
- Johann von Bülow als Kreutz
- Anton von Lucke als Frantz
- Cyrielle Clair als de moeder van Adrien
- Alice de Lencquesaing als Fanny